# Бичвуд (Мичиген)
Бичвуд (енгл. Beechwood) насељено је место без административног статуса у америчкој савезној држави Мичиген.

## Демографија
По попису из 2010. године број становника је 3.015, што је 52 (1,8%) становника више него 2000. године.
| Група             | 2000.         | 2010.         |
| Белци             | 2.363 (79,8%) | 2.127 (70,5%) |
| Афроамериканци    | 36 (1,2%)     | 93 (3,1%)     |
| Азијати           | 126 (4,3%)    | 119 (3,9%)    |
| Хиспаноамериканци | 399 (13,5%)   | 591 (19,6%)   |
| Укупно            | 2.963         | 3.015         |